# Budapest II. kerületének címere

Budapest II. kerületének címere

Budapest II. kerületének címere a II. kerület hivatalos jelképe. A címer zöld alapon három bükkfát és három görög keresztet ábrázol, Péri József ötvösművész tervezte meg 2000-ben.

## Leírása
A háromszögű címerpajzs zöld színű belső mezőjében három, aranyszínű levelekkel, ezüst színű törzzsel, valamint elágazó gyökerekkel rendelkező bükkfa található. A fák a kerület zöldövezeti jellegét, a gyökerek a hagyománytiszteletet jelképezik.  A fák közé eső helyeken három aranyszínű görög kereszt helyezkedik el, ami a városrész jelentős egyházi intézményeire és a helyi régészeti leletek jelentőségére utal. A hármas szám a kerület számos városrészének sokszínűségét hivatott kiemelni. A címer rendelkezik külső díszekkel is, a címerpajzs tetején a Szent Korona helyezkedik el, jelképezve a fővároshoz tartozást. Pajzstartóként két aranyszínű, vörös körmökkel és vörös nyelvvel rendelkező oroszlán funkcionál, amelyek egy-egy bükkfaágon állnak. Az oroszlánok Budát szimbolizálják. A külső díszítések és a pajzstartók nem kötelező elemei a címernek.

## Története
A tágabb értelemben Rózsadombnak is nevezett II. kerület 2000 előtt nem rendelkezett címerrel. A jelképet a Munkácsy-díjas ötvösművész és a Szent Korona neves kutatója, Péri József tervezte, a kerületi lakosok népszavazással választhattak a pályázatként beküldött három címertervezet közül. A budapesti kerületek címereit a 2010-es években számos kritika érte a heraldika szabályait semmibe vevő elemeik miatt, valamint esztétikai értéküket is megkérdőjelezték. A II. kerület címerét leginkább a szimbólumok zsúfoltsága miatt kritizálták.

## Használatának szabályozása
A II.kerületi címer felhasználásának szabályairól a Budapest Főváros II. Kerületi Önkormányzat Képviselő-testületének 20/2011. (IV. 29.) rendelete döntött. Ennek értelmében a kerületi önkormányzaton kívül álló szervezetek kötelesek engedélyt kérni a polgármesteri hivataltól a jelkép felhasználásához. Amennyiben kereskedelmi célú tevékenységhez használják fel a címert, az önkormányzat pénzt kérhet a címer felhasználásának jogáért. A címer megjelenik a hivatalos utcatáblákon kerületszerte.